# Paolo Fiorino
Paolo Fiorino (* 16. Mai 1938 in Palmi) ist ein italienischer Schauspieler.
Fiorino besuchte die „Accademia d'Arte Drammatica“ unter Alessandro Fersen. Danach war er sowohl im Theater, wo er mit den Gruppen G.A.M.A. und G.R.A.T.E.M. sowie in zahlreichen Stücken, u. a. von Luigi Pirandello, Federico García Lorca, Arthur Schnitzler und Giovanni Verga zu sehen war. Für den Film spielte er nach intensivem Beginn 1958/1959 erst ab 1968 periodisch in Werken unterschiedlichster Qualität meist kleinere Rollen; ab Ende der 1970er Jahre auch immer wieder für das Fernsehen.

## Filmografie (Auswahl)
- 1958: Perfide ma belle
- 1987: La croce dalle sette pietre
- 2009: Gli amici del  bar Margerita